# ギルバート・ブレーン (初代準男爵)

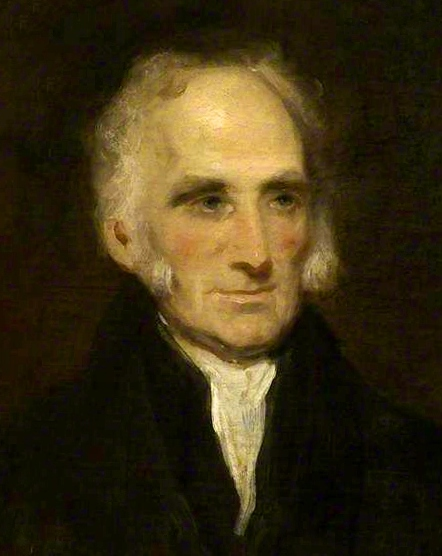
マーティン・アーチャー・シーによる肖像画、1833年。

初代準男爵サー・ギルバート・ブレーン（英語: Sir Gilbert Blane, 1st Baronet FRS FRSE、1749年8月29日 – 1834年6月27日）は、スコットランド出身の医師。1781年から1782年にかけて西インド艦隊の衛生管理を改革して、1年間の死亡率を約14%から5%まで低下させたほか、1795年に壊血病の予防策としてレモンジュースの提供を海軍全体で実施させたことで知られる。晩年の1819年には海軍のワクチン接種義務化を支持した。

## 生涯

### 生い立ち
ギルバート・ブレーン（Gilbert Blane、1771年8月没、アンドルー・ブレーンの息子）と妻アグネス（Agnes、旧姓マクファドゼン（McFadzen）、1778年3月没、ジョン・マクファドゼンの娘）の四男として、1749年8月29日（ユリウス暦）にエアシャーのブレーンフィールド（Blanefield）で生まれた。弟に医師ウィリアム・ブレーンがいる。カーコスワルドとメイボールの学校を通った後、14歳の時にエディンバラ大学に入学、聖職者になるべく文学部で5年間学んだが、最終的には医学を学ぶことになり、医学部でさらに5年間在学した後、1778年8月28日にグラスゴー大学からM.D.の学位を授与された。在学中の1775年にエディンバラ大学の医学生会会長（President of the Students' Medical Society）に選出された。

### アメリカ独立戦争期

#### 従軍医師として（1779年 – 1783年）
エディンバラを離れた後、師にあたる医師ウィリアム・カレンの紹介を受けてロンドンで医師ウィリアム・ハンターに会い、ハンターはブレーンを第4代ホルダーネス伯爵ロバート・ダーシー（1778年5月没）、ついでジョージ・ロドニーに推薦し、ブレーンは2人のかかりつけの医師になった。この時期はアメリカ独立戦争の最中であり、海軍軍人であるロドニーが西インド諸島に遠征することになったため、ブレーンは（従軍医師ではなく）ロドニー自身が雇用する医師として戦列艦サンドウィッチに乗船、遠征に随行した。遠征中、ブレーンは少なくとも6度の海戦に直面したが、医師として働いただけでなく、ロドニーから砲手への伝令役としても大きく貢献した。そのため、ロドニーは1780年にブレーンを西インド艦隊付き医師に任命した（1783年の戦争終結まで在任）。1781年ごろにOn the most effectual means for preserving the Health of Seamen, particularly in the Royal Navyという冊子を自費出版して、西インド艦隊の従軍医師全員に配って軍医のガイドラインとした。同1781年にロドニーが健康悪化により一時的に帰国を余儀なくされると、ブレーンもロドニーに同伴して帰国、1781年12月3日に王立内科医学会から開業資格免許を取得した。その後、1782年初に西インドに戻り、1783年春にフランシス・ウィリアム・ドレイク提督とともに帰国した。

#### 西インド艦隊での衛生改革（1781年 – 1782年）
18世紀のイギリス海軍は艦船上の衛生管理が悪く、熱病や感染症による死亡率が高かったほか、壊血病がはびこっており、軍事行動が壊血病の流行という理由だけで失敗することも多かった。このような状況において、ロドニーは従軍医師に艦船ごとの疾病率と死亡率を記録するよう命じ、ブレーンはこれらの記録を疾病分類学に基づく分析を行い、統計の手法も取り入れた上で1781年10月13日に海軍本部に覚書を提出、改革を提言した。この覚書によれば、西インド艦隊では1年間で7人に1人（約14%）が病死したといい、食事にワインや新鮮な果物を提供することで壊血病を防ぎ、感染症対策としては衛生管理をより厳しく行うべきだとした。ブレーンの改革案は西インド艦隊で施行され、ブレーンが1782年7月16日に提出した覚書によれば1年間の死亡率が20人に1人（5%）に低下した。ロドニーも「艦隊が常に敵軍を攻撃できる状態にあるのは彼（ブレーン）の知識と手配による」と評し、「私の艦船であるフォーミダブルでは船員900人がいたが、6か月間1人も埋葬されなかった」ともしている。ほかの士官もブレーンの貢献を称え、海軍本部がブレーンに褒賞を与えるべきと訴えたため、ブレーンは西インド艦隊での貢献により年金を与えられた。
ブレーンはこれらの経験から「治療より予防を」の結論を出し、著作Observations on the Diseases Incident to Seamen（1785年初版、1790年第2版、1803年第3版）で「清潔と規律は健康の不可欠かつ基本な方策である」（cleanliness and discipline are the indispensable and fundamental means of health）と述べた。

### 本国での医師業（1783年 – 1795年）
海軍でクラレンス公爵ウィリアム（後の国王ウィリアム4世）に出会うなど、従軍医師としての経歴によりパトロンに恵まれることになり、クラレンス公爵の推薦を受けて1786年に王太子ジョージ（後の国王ジョージ4世）付き定員外医師（Physician Extraordinary）に、1787年に王太子ジョージ一家付き医師（Physician to the Household）に任命された後、1807年に（定員外でない）王太子ジョージ付き医師に任命された。1790年以降はクラレンス公爵ウィリアムの侍医も兼任した。
王室以外では1783年にセント・トマス病院の医師職が空位になったとき、ロドニーの支持を受けて立候補した。ロドニーは海軍での功績によりイングランドで絶大な人気を得ており、その支持もあってブレーンは9月19日に98票対84票で当選、1795年まで務めた。
1783年11月17日にエディンバラ王立協会フェロー（原加盟フェロー）に選出された。1784年12月23日、王立協会フェローに選出された。1788年にクルーニアン・メダル受賞に伴い記念講演を行った。

### フランス革命戦争期（1795年 – 1802年）
フランス革命戦争が勃発すると、海軍卿第2代スペンサー伯爵ジョージ・スペンサーの招聘を受けて、セント・トマス病院の医師職から辞任して海軍に復帰した。以降1802年のアミアンの和約に伴い軍部の規模が削減されるまで海軍傷病者委員会の委員を務めた。
1793年、レモンジュースの服用で壊血病を予防することを下級海軍卿（Lord of the Admiralty）サー・アラン・ガードナーに提言した。レモンによる壊血病予防は長らく知られており、スコットランドの医師ジェームズ・リンドも1753年の著作A Treatise of the Scurvyでレモンの服用を推薦したが、ブレーンの提言を受けて1795年に海軍全体でレモンが食事に取り入れられた。
壊血病に関する貢献により、ブレーンはヘルスケアの権威としてみられるようになり、1799年に地中海地域で疫病が生じたとき、レヴァント会社が疫病を本国に持ち込まない方法をブレーンに尋ねた。政府もブレーンなどの医師に検疫規則制定について助言を求め、このときの助言をもとに1799年検疫法（Quarantine Act of 1799）が成立した。ブレーンが定めた規則により、エジプトに遠征していたイギリス軍は無事本国に帰還できた。ほかにも内務省が熱病を監獄で流行させない方法を、インド庁がインド植民地での医療サービス規則制定についてブレーンに助言を求めた。
1802年、終戦にともなう軍の規模削減で海軍傷病者委員会の委員を退任、その代償として年金が倍に増額された。

### ワルヘレン遠征（1809年 – 1810年）
ナポレオン戦争のワルヘレン遠征において、イギリスの遠征軍がホラント王国沖のワルヘレン島を占領したが、疫病により危機的な状況に陥った。陸軍の医務委員会（medical board）が責任転嫁に終始して政府の信任を失ったため、陸軍省はブレーンに助言を求め、ブレーンは遠征を中止すべきとの結論を下した。ブレーンの助言に基づき遠征中止が決定されると、ブレーンは傷病者の帰還に関する措置の制定を任せられた。『英国人名事典』によれば、陸軍省の事務に海軍の医師が関わるのはブレーンが初だった。これらの功績により、1812年12月26日に摂政王太子ジョージにより準男爵に叙された。準男爵位の申請にあたり、エアシャー選挙区で5票への影響力を有し、接戦だった1796年イギリス総選挙で結果を左右したと主張している。

### 晩年
晩年にも海軍への関わりを続け、1819年には海軍のワクチン接種義務化を支持した。
1820年1月29日に王太子ジョージがジョージ4世として国王に即位すると、1月31日にジョージ4世の侍医（Physician to the Person）および王室侍医（Physician to the Household）に任命され、1830年6月26日にジョージ4世が死去するまで務めた。1830年まで引き続きクラレンス公爵の侍医を兼任し、クラレンス公爵がウィリアム4世として国王に即位した後はウィリアム4世の侍医として続投、1834年に死去するまで務めた。
フランス学士院会員とロシアの帝国科学アカデミー会員に選出されている。
1829年にブレーン海軍医療メダル（Blane naval medical medal）を創設した。
1821年より老年痒疹（prurigo senilis）に悩まされたため、多量のアヘンを使用するようになったが、これによりほかの病状が生じた。1834年6月27日にピカデリーのサックヴィル・ストリート（Sackville Street）にある自宅で死去、長男に先立たれたため次男ヒュー・シーモアが準男爵位を継承した。

## 人物
『オックスフォード英国人名事典』によると、ブレーンの時代は従軍医師が士官より下にみられる時期だったが、ブレーンは従軍医師により多くの方策をとるよう求め、イギリス海軍の健康に必要だとして従軍医師の地位向上に尽力した。『英国人名事典』によると、病院で教師としての名声を得ることはなく、著作に含まれた多くの観察にも大発見と言えるものはなかったが、著作に含まれる事実と議論は医学と健康科学への重大な貢献であるとした。
海戦で砲火に晒されても動じない性格であり、海軍では歓迎されたが、民間医の間では受け入れられず、アストリー・クーパー（Astley Cooper）によれば民間医の間で「チルブレーン」（Chilblane）というあだ名で呼ばれた。

## 著作
- On the most effectual means for preserving the Health of Seamen, particularly in the Royal Navy（1781年ごろ[2]）
- Observations on the Diseases Incident to Seamen（ロンドン、八折り判、1785年初版、1790年第2版、1803年第3版[1]）
- Observations respecting Intermittent Fevers, the cause of the sickness of the army in Walcheren, &c.（1812年、論文[1]）
- On the Comparative Health of the British Navy from 1779 to 1814（1815年、論文[1]）
- Elements of Medical Logick（ロンドン、八折り判、1819年初版、1821年第2版、1825年第3版[1]）
- Select Dissertations on Medical Science collected（ロンドン、八折り判、1822年初版。1833年第2版、2巻[1]） - 1788年から1831年までの論文選集[1]

## 家族
1786年7月12日、エリザベス・ガードナー（Elizabeth Gardner、1832年7月没、エイブラハム・ガードナーの娘）と結婚、6男3女をもうけた。エリザベスは1832年のコレラ大流行で病死した。
- ギルバート・ガードナー（1833年2月20日没） - 生涯未婚[3]
- ルイーザ（1794年ごろ – 1813年8月24日） - 父の地所で溺死[3]
- ヒュー・シーモア（1795年7月29日 – 1869年4月14日） - 第2代準男爵[3]
- ロドニー（1834年までに没[2]） - イギリス東インド会社で就職、インドにて没[3]
- チャールズ・コリンズ（1799年11月7日 – 1853年10月17日） - 陸軍大佐[3]